# 教堂山 (卡溫頓縣)
教堂山（英語：Chapel Hill）是一個位於美國阿拉巴馬州卡溫頓縣的非建制地區。該地的面積和人口皆未知。

## 地理
教堂山的座標為31°01′46″N 86°13′52″W / 31.02944°N 86.23111°W，而該地最高點為海拔高度70米（即230英尺）。